# ATP Challenger Caltanissetta
Das ATP Challenger Caltanissetta (offizieller Name: Città di Caltanissetta) war ein zwischen 1999 und 2018 jährlich stattfindendes Tennisturnier in Caltanissetta, Italien. Es war Teil der ATP Challenger Tour und wird im Freien auf Sandplatz ausgetragen. Von 1999 bis 2008 war das Turnier Teil der ITF Future Tour, 2009 wurde es zu einem Challenger-Turnier aufgewertet.

## Liste der Sieger

### Einzel
| Jahr | Sieger                | Finalgegner          | Ergebnis       |
| ---- | --------------------- | -------------------- | -------------- |
| 2018 | Jaume Munar           | Matteo Donati        | 6:2, 7:62      |
| 2017 | Paolo Lorenzi (2)     | Alessandro Giannessi | 6:4, 6:2       |
| 2016 | Paolo Lorenzi (1)     | Matteo Donati        | 6:3, 4:6, 7:67 |
| 2015 | Elias Ymer            | Björn Fratangelo     | 6:3, 6:2       |
| 2014 | Pablo Carreño Busta   | Facundo Bagnis       | 4:6, 6:4, 6:1  |
| 2013 | Dušan Lajović         | Robin Haase          | 7:64, 6:3      |
| 2012 | Tommy Robredo         | Gastão Elias         | 6:3, 6:2       |
| 2011 | Andreas Haider-Maurer | Matteo Viola         | 6:1, 7:61      |
| 2010 | Robin Haase           | Matteo Trevisan      | 7:5, 6:3       |
| 2009 | Jesse Huta Galung     | Thiemo de Bakker     | 6:2, 6:3       |

### Doppel
| Jahr | Sieger                                | Finalgegner                               | Ergebnis          |
| ---- | ------------------------------------- | ----------------------------------------- | ----------------- |
| 2018 | Federico Gaio Andrea Pellegrino       | Blaž Rola Jiří Veselý                     | 7:64, 7:65        |
| 2017 | Jamie Cerretani Max Schnur            | Denys Moltschanow Franko Škugor           | 6:3, 3:6, [10:6]  |
| 2016 | Guido Andreozzi (2) Andrés Molteni    | Marcelo Arévalo Miguel Ángel Reyes Varela | 6:1, 6:2          |
| 2015 | Guido Andreozzi (1) Guillermo Durán   | Lee Hsin-han Alessandro Motti             | 6:3, 6:2          |
| 2014 | Daniele Bracciali (2) Potito Starace  | Pablo Carreño Busta Enrique López Pérez   | 6:3, 6:3          |
| 2013 | Dominik Meffert Philipp Oswald        | Alessandro Giannessi Potito Starace       | 6:2, 6:3          |
| 2012 | Marcel Felder Antonio Veić            | Daniel Gimeno Traver Iván Navarro         | 5:7, 7:65, [10:6] |
| 2011 | Daniele Bracciali (1) Simone Vagnozzi | Daniele Giorgini Adrian Ungur             | 3:6, 7:62, [10:7] |
| 2010 | David Marrero Santiago Ventura        | Uladsimir Ihnazik Martin Kližan           | 7:63, 6:4         |
| 2009 | Juan Pablo Brzezicki David Marrero    | Daniele Bracciali Simone Vagnozzi         | 7:65, 6:3         |